# Roberto Rosato
Roberto Rosato (ur. 18 sierpnia 1943 w Chieri, zm. 20 czerwca 2010 tamże) – włoski piłkarz występujący na pozycji obrońcy. Z reprezentacją Włoch, w której w latach 1965–1973 rozegrał 37 meczów, wystąpił na Mistrzostwach Świata 1966 i 1970 oraz Euro 1968. W dniu śmierci piłkarza reprezentacja Włoch rozgrywająca mecz mistrzostw świata z Nową Zelandią w celu uczczenia pamięci Rosato wystąpiła z czarnymi opaskami.

## Osiągnięcia
- Mistrzostwo Europy (1968)
- Wicemistrzostwo Świata (1970)
- Mistrzostwo Włoch (1968)
- Zwycięstwo w Pucharze Włoch (1967, 1972, 1973)
- finalista Pucharu Włoch (1963, 1964, 1968, 1971)
- Zwycięstwo w Pucharze Krajowych Mistrzów Europy (1969)
- Zwycięstwo w Pucharze Interkontynentalnym (1969)
- Zwycięstwo w Pucharze Zdobywców Pucharów (1968, 1973)